# ايزكيل غيلبرت
ايزكيل غيلبرت (بالإنجليزية: Ezekiel Gilbert)‏ هو محامي وسياسي أمريكي، ولد في 25 مارس 1756 في ميدلتاون في الولايات المتحدة، وتوفي في 17 يوليو 1841 في هدسون في الولايات المتحدة. انتخب عضو جمعية ولاية نيويورك وانتخب عضو مجلس النواب الأمريكي.